# Francisco Eduardo Tresguerras

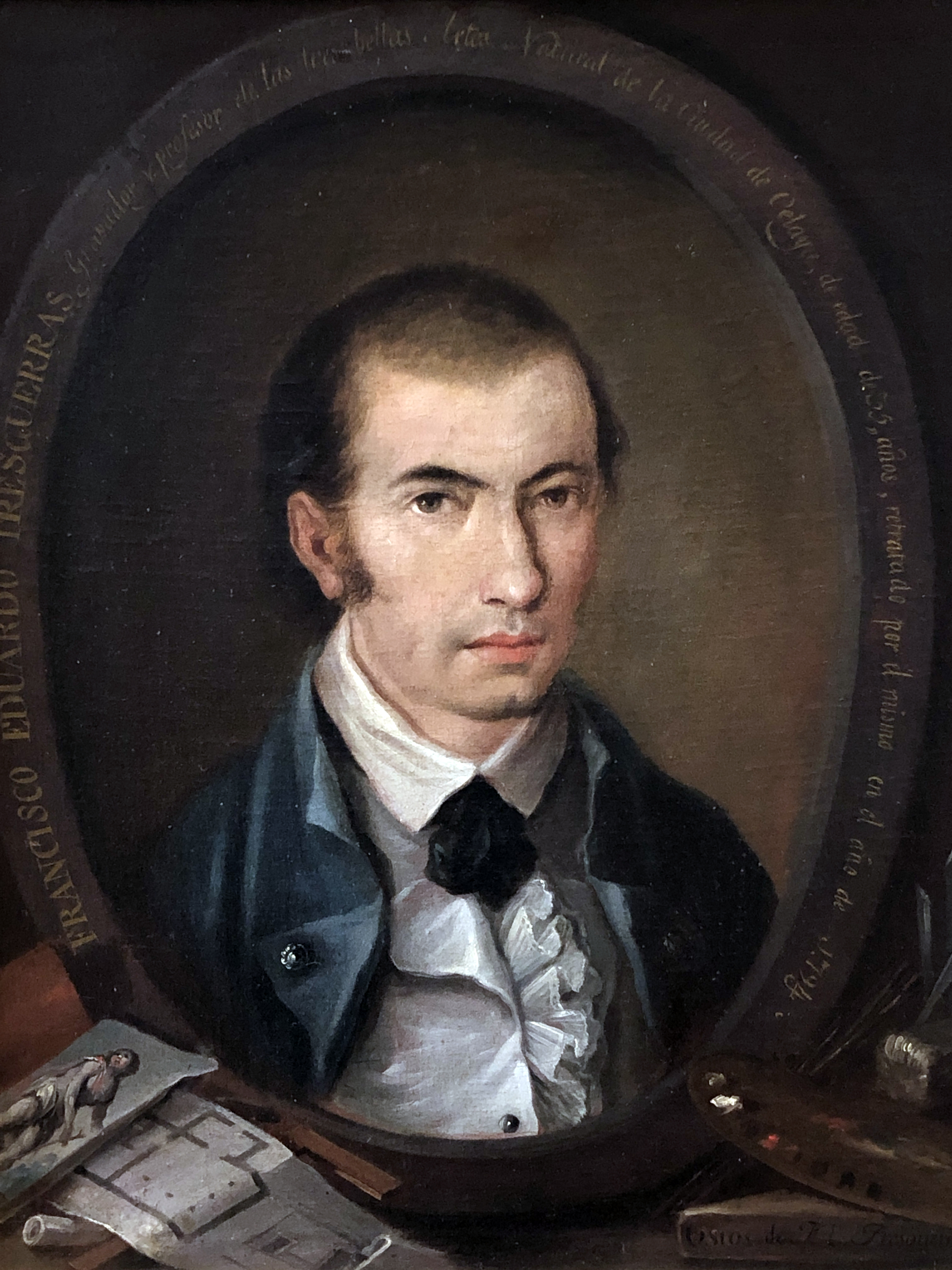
Francisco Eduardo Tresguerras

Francisco Eduardo Tresguerras (* 13. Oktober 1759 in Celaya, Guanajuato; † 1. August 1833 ebenda) war ein mexikanischer Architekt, Maler, Bildhauer und Dichter.

## Leben
Tresguerras, der zu Zeiten des Kolonialismus in Mexiko und zu Beginn der frühen Unabhängigkeit lebte und arbeitete, ging als junger Mann zunächst in Mexiko-Stadt in ein Kloster und studierte an der Real Academia de San Carlos de las Nobles Artes Malerei unter Miguel Cabrera. Er änderte seine Absicht aber bald, brach sein Studium ab, kehrte zurück in seine Geburtsstadt und heiratete dort. Anfangs befasste er sich künstlerisch mit Malerei, Bildhauerei, Holzschnitt und Kupferstich, beantragte aber bald die Genehmigung, um als Baumeister bzw. Architekt arbeiten zu dürfen. Die Architektur erlernte er von den Jesuiten, die ihm eine Kopie der Schriften von Giacomo Barozzi da Vignola aushändigten.

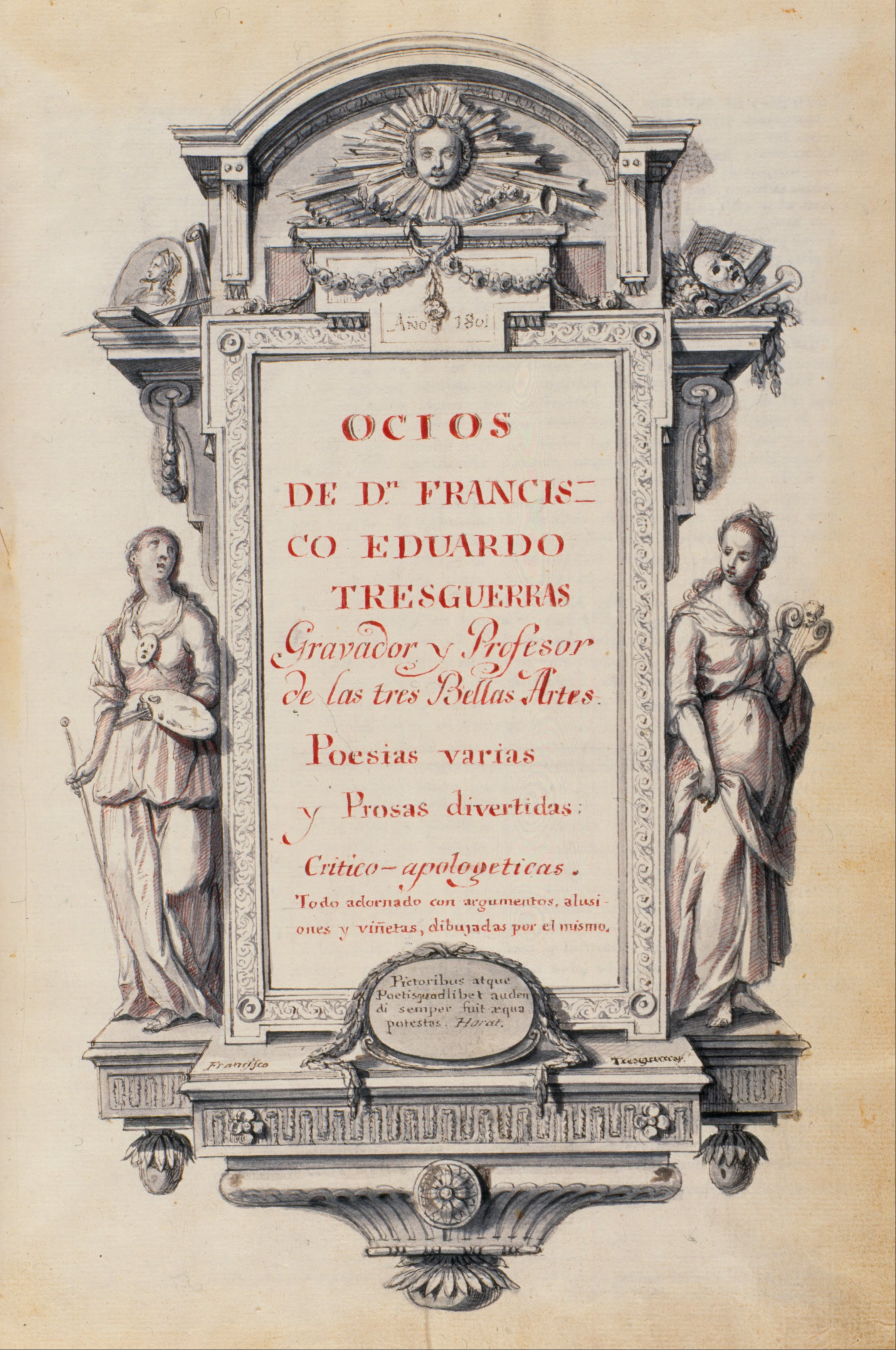
Titelblatt der literarischen Arbeiten Tresguerras

Sein erstes Werk war 1797 ein Neptunbrunnen in Querétaro, wo er auch einen Gewölbebogen zum Gedenken an König Karl IV. entwarf. In den Jahren zwischen 1802 und 1807 arbeitete er an seinem bedeutendsten architektonischen Werk, dem Wiederaufbau der „El Carmen“-Kirche (ursprünglich von 1752) in Ceylaya im klassizistischen Stil, in der auch einige Skulpturen aus seiner Hand stammen. In der dortigen „Los Cofrades“-Kapelle befindet sich ein Bildnis des Letzten Gerichts (El Juicio Final). In ähnlichem klassizistischen Stil baute er für sein späteres Begräbnis auch die Kapelle der „San Francisco“-Kirche und eine Brücke über den La Laja. Weitere Bauwerke von Tresguerras stehen in Guanajuato, San Luis Potosí, San Miguel el Grande, Salvatierra, Salamanca, Irapuato und in anderen Städten Jaliscos. In der „El Carmen“-Kirche in San Luis Potosí befinden sich auch zwei seiner Fresken. Malerisch bevorzugte er ebenfalls den klassizistischen Stil und befasste sich überwiegend mit Porträts, darunter auch eines seiner Frau von 1787 und ein Selbstbildnis von 1794, sowie mit religiösen Themen und Landschaftsmalerei.
Er verfasste auch poetische Satiren und andächtige Werke. 1962 erschienen einige seiner kritischen Schriften unter dem Titel Ocios literarios (dt.: „Literarische Mußen“). Wegen seiner Sympathien zur mexikanischen Unabhängigkeitsbewegung wurde Tresguerras 1811 verhaftet.
Viele seiner Arbeiten befinden sich heute im Besitz des Museo Nacional de Artes Plásticas in Mexiko-Stadt. 1951 wurde in Morelia eine bis dahin unveröffentlichte, biografische Skizze mit dem Titel Tres zamoranos ilustres (dt.: „Drei illustrierte Zamoroner“) entdeckt, die seine Freunde verfasst hatten. In seiner Heimatstadt befindet sich heute das nach ihm benannte Centro Regional Francisco Eduardo Tresguerras mit eigener Kunstakademie.